# فرانك بويس
فرانك بويس (بالإنجليزية: Frank Bowes)‏ هو لاعب كرة قاعدة أمريكي، ولد في 1865 في Bath, New York ‏ في الولايات المتحدة، وتوفي في 21 يناير 1895 في بروكلين في الولايات المتحدة.

## وصلات خارجية
- فرانك بويس على موقعبيزبول رفرنس.كوم (الدوري الرئيسي) (الإنجليزية)